# 伍德·哈瑞斯
伍德·哈瑞斯（Wood Harris，1969年10月17日—），美国演员。他最出名的角色或许就是在HBO电视剧《火线》中饰演的伊旺·巴克斯戴尔（Avon Barksdale）以及在体育电影《冲锋陷阵》（Remember the Titans，又译为《热血强人》）中饰演的朱利斯·坎贝尔（Julius Campbell）。

## 生平
哈里斯降生在美国伊利诺伊州芝加哥市，出生名为谢尔文·大卫·哈瑞斯（Sherwin David Harris），其双亲为马蒂和约翰·哈瑞斯。他在北伊利诺伊大学（NIU）获得了舞台艺术的文学士学位，之后又在纽约大学（NYU）获得硕士学位。其兄为演员斯蒂夫·哈瑞斯（Steve Harris）。当他还在纽约大学读书时，哈瑞斯就在篮球电影《篮筐之上》（Above the Rim）中饰演了主要角色，此外他还在众多外百老汇剧目中出演。
哈瑞斯因其在一部由马科姆·李（Malcolm Lee）执导的30分钟短片《Morningside Prep》中的对德雷克·崔勒（Derrick 'D-Train' Trainer）一角塑造，获得纽约电影节第一个最佳演员奖。他在大量电视和电影作品中客串演出，直到他于2000年出演了由Showtime制作的电影《亨德里克斯》中饰演传奇摇滚吉他手吉米·亨德里克斯。
同年，哈瑞斯因其在《冲锋陷阵》中的出色表演获得了自己的第一个NAACP视觉大奖优秀男配角提名，他同时还得到了大制作电影奖（Blockbuster Movie Award）动作类电影最受喜爱男配角奖提名。
他在HBO原创电视剧《火线》前三季中饰演伊旺·巴克斯戴尔，并在第五季中回归。
2008年6月，导演Martin Guigui在博客中宣布，哈瑞斯将出演电影《甜水》，饰演内特·克里夫顿（Nate "Sweetwater" Clifton），全片讲述NBA第一位黑人球员。